# 二硫代铁酸钾
二硫代铁酸钾是一种无机化合物，化学式为KFeS2。它是紫色难溶于水的固体，其结构由链状的FeS4阴离子四面体和钾离子组成。它可由铁粉、硫和碳酸钾在900 °C反应得到：
6 Fe + 13 S  + 4 K2CO3  →   6 KFeS2  +  K2SO4  + 4 CO2